# Turn It On
Turn It On è il terzo album del cantante irlandese Ronan Keating. È stato distribuito in tutto il mondo a partire dal 20 maggio 2003 dalla Polydor Records. Nel disco è presente un duetto con la cantante LeAnn Rimes. L'album ha raggiunto al suo apice la posizione #21 nella classifica inglese.

## Tracce
1. "Turn It On Again" (Ricky Ross, Ronan Keating, Frederik Rinman, Malcolm Pardon) – 3:18
2. "Lost For Words" (David Frank, Wayne Hector, Keating) – 3:48
3. "She Gets Me Inside" (Ross, Keating) – 3:19
4. "First Time" (Paul Barry, Keating, Mark Taylor) – 4:13
5. "Last Thing On My Mind" (Steve Robson, Keating) – 3:57
  - features LeAnn Rimes
6. "Let Her Down Easy" (Terence Trent D'Arby) – 4:33
7. "Back In The Day" (Lauren Christy, Scott Spock, Graham Edwards, Keating) – 3:17
8. "She Believes (In Me)" (Steve Gibb) – 4:08
9. "On My Way" (Keating, Calum MacColl, James McNally) – 4:15
10. "The Best Of Me" (Barry, Keating) – 3:53
11. "Hold You Now" (Barry, Keating, Taylor) – 4:00
12. "This Is Your Song" (Keating, Steve Mac) – 4:02
13. "I Wouldn't Change A Thing" (UK bonus track) (Barry, Keating) – 3:44
14. "Give You What You Want" (UK bonus track) (Keating, Rob Davis, Gregg Alexander) – 3:29

Alcune versioni della Special Edition inglese avevano come quattordicesima traccia, "Getting Started" invece di "Give You What You Want". Tuttavis sulla confezione del CD, era scritto che "Give You What You Want" era inclusa. Proprio come "Give You What You Want", "Getting Started" è stata scritta da Ronan Keating, Gregg Alexander e Rob Davis. È stata pubblicata pure una versione italiana nella quale è contenuta la canzone The Flight in duetto con Zucchero Fornaciari.